# 保澄しのぶ
保澄 しのぶ（ほずみ しのぶ、12月21日 - ）は、日本の女性声優。滋賀県出身。所属はオフィス薫。

## 経歴
映像テクノアカデミア卒業。

## 人物
方言は関西弁。
特技はダンス、タップ。音域はメゾソプラノ。

## 出演作品

### テレビアニメ
2015年
- アクエリオンロゴス（女子アナ）
- 銀魂゜（若い女）
- PEANUTS スヌーピーショートアニメ（ペパーミントパティ）
- ルパン三世 PART IV（看護師B）

2016年
- ユーリ!!! on ICE（会場アナウンス）

2017年
- 18if（三枝美礼、看護師）

### ゲーム
- 空と大地のクロスノア（2016年、コロン）
- Horizon Zero Dawn（2017年）
- デトロイト ビカム ヒューマン（2018年）
- ICARUS ONLINE（2021年）

### 吹き替え

#### 映画
- アース・トゥ・エコー
- アクシデント（ジェス）
- イフ・アイ・ステイ 愛が還る場所
- クランプス 魔物の儀式（ジョーダン）
- クリスマスの願い事（ニコル）
- ゴースト・イン・ザ・シェル（館内放送女子）
- ザ・ギフト（ダフィー〈ビジー・フィリップス〉）
- シェイプ・オブ・ウォーター（タミー〈マディソン・ファーガソン〉）
- スリープ・ウィズ・ヴァンパイア（ソンテ）
- バード・ボックス
- ハイ・ランズ（ヴィッキー）
- パシフィック・ウォー（クララ〈エミリー・テナント〉）
- ハッピーボイス・キラー（母親）
- バトルトン
- バトルフィールド
- パレス・ダウン（フロント係）
- 54 フィフティ★フォー（リズ・ヴァンゲルダー〈ローレン・ハットン〉）※Netflix版
- ふたつの名前を持つ少年（ソフィア）
- ホワイト・ガール（アレクサ）
- マイヤーウィッツ家の人々（パム〈ガイル・ランキン〉）
- Mr.ホームズ 名探偵最後の事件（シルマー）
- レモニー・スニケットの世にも不幸せな物語（オーウェル）

#### ドラマ
- アメリカン・ホラー・ストーリー
  - シーズン3 魔女団（ナン）
  - シーズン4怪奇劇場（マージョリー）
  - シーズン5ホテル（スカーレット、ロウ、マックス）
- うわさのツインズ リブとマディ（パーカー・ルーニー〈テンジン・ノルゲイ・トレイナー〉）
- ARROW/アロー シーズン4（ダイアナ）
- ウディ・アレンの6つの危ない物語（ロズ）
- エレメンタリー ホームズ&ワトソン in NY シーズン4
- Empire 成功の代償 シーズン3
- オースティン&アリー（マックス）
- オルタード・カーボン（レイリーン・カワハラ〈ディーチェン・ラックマン〉）
- カレッジ・フレンズ（マリアン）
- グッド・ドクター 名医の条件（リア・ディラーボ〈ペイジ・スパラ〉）
- グッドラック・チャーリー（デヴァン）
- クラッシュとバーンスティーン（グロリア、シェルビー）
- クリミナル・マインド FBI行動分析課
- クレイジー・エックス・ガールフレンド シーズン2
- グレイス&フランキー（ドナ）
- 荒野のピンカートン探偵社（シリア）
- ジェシー!（パーカー）
- スーパーナチュラル シーズン12
- SCORPION/スコーピオン
- 戦争と平和（ドゥニャーシャ）
- CHILDHOOD'S END -幼年期の終り-（ペレッタ）
- バッドランド〜最強の戦士〜（ウィドウ）
- THE BLACKLIST/ブラックリスト シーズン3
- フレッシュ・アンド・ボーン（スザンヌ）
- ブログ犬 スタン（フレディ）
- Project Mc²（クエール）
- マスター・オブ・ゼロ（ジェフ〈少年時代〉）
- レバレッジ 〜詐欺師たちの流儀 シーズン5

#### アニメ
- 悪魔バスター★スター・バタフライ（ヘイナス先生）
- イーハー!きょうりゅうぼくじょう(ジョン)
- セイディ・スパークス
- ヒルダの冒険（カイザ）
- 名探偵ミレット

### ボイスオーバー
- 愛という名の凶器 シーズン2
- ウッドクラフトの達人 シーズン2
- エジソンの卵
- カラフル!〜世界の子どもたち〜 アビとレビのレース
- 知られざる犯罪の裏側 シーズン6
- BS世界のドキュメンタリー「空から見るガウディの迷宮 バルセロナ」

### ラジオCM
- 東京都信用金庫協会